# Mitja Margon
Mitja Margon (Portorož, Yugoslavia, 28 de septiembre de 1971) es un deportista esloveno que compitió en vela en la clase 470.
Ganó una medalla de plata en el Campeonato Mundial de 470 de 1998 y dos medallas de plata en el Campeonato Europeo de 470, en los años 1998 y 1999.

## Palmarés internacional
| \| Campeonato Mundial \| Campeonato Mundial \| Campeonato Mundial \| Campeonato Mundial \| \| Año \| Lugar \| Medalla \| Clase \| \| ------------------ \| ------------------ \| ------------------ \| ------------------ \| \| 1998 \| El Arenal (España) \| Medalla de plata \| 470 \| \| Campeonato Europeo \| \| \| \| \| Año \| Lugar \| Medalla \| Clase \| \| 1998 \| Çeşme (Turquía) \| Medalla de plata \| 470 \| \| 1999 \| Zadar (Croacia) \| Medalla de plata \| 470 \| |                    |                  |       |
| Campeonato Mundial |                    |                  |       |
| Año | Lugar              | Medalla          | Clase |
| 1998 | El Arenal (España) | Medalla de plata | 470   |
| Campeonato Europeo |                    |                  |       |
| Año | Lugar              | Medalla          | Clase |
| 1998 | Çeşme (Turquía)    | Medalla de plata | 470   |
| 1999 | Zadar (Croacia)    | Medalla de plata | 470   |